# Pongrac
Pongrac je naselje v Občini Žalec in leži v hribovju južno od Žalca. Naselje sicer leži na Štajerskem.
Ime naselja izvira iz patrocinija bližnje cerkve sv. Pankracija (Pongraca). Leta 1955 je bilo naselje preimenovano iz Sveti Pongrac v Pongrac na podlagi Zakona o imenovanju naselij in označevanju trgov, ulic in zgradb iz leta 1948 v okviru kampanje slovenskih komunističnih oblasti, ki je iz toponimov odstranjevala patrocinje.
Na severozahodnem delu naselja se nahaja pokopališče iz zgodnje železne dobe, ki se razteza preko občinske meje proti Svetemu Lovrencu v občini Prebold in ga sestavlja več kot 180 gomilnih grobišč.
V bližini naselja sta tudi dve množični grobišči iz časa po zaključku druge svetovne vojne. Prvo je Grobišče Britne sele, znano tudi kot Grobišče pod Halužanom, ki leži na gozdnatem pobočju na več izravnanih terasah. Leži južno od hiše Pongrac 63 in vsebuje neznano število ljudi, pobitih po koncu druge svetovne vojne. Drugo grobišče, Grobišče Dolina zvončkov, sicer znano tudi kot Grobišče Griže, se nahaja v močvirju ob potoku Zibika. V njem so ostanki 80–100 mladoletnih domobrancev iz taborišča v Teharjah, ki so jih tu pobili okrog 10. junija 1945.